# Wes Brown
Wesley Michael "Wes" Brown (sinh ngày 13 tháng 10 năm 1979) là cầu thủ bóng đá người Anh chơi ở vị trí hậu vệ.
Brown bắt đầu sự nghiệp của mình tại Old Trafford khi gia nhập đội trẻ Manchester United vào năm 1996. Anh ra mắt trong đội một vào năm 1998 và thường xuyên có mặt trong đội hình ra quân trong mùa giải 1998–99, năm mà câu lạc bộ giành được Cú ăn ba. Sau một năm nghỉ thi đấu do chấn thương, Brown trở lại đội hình chính vào năm 2000. Trong tám năm sau đó, anh giành được nhiều danh hiệu, trong đó có 5 danh hiệu vô địch Premier League, 2 Cúp FA, 2 Cúp Liên đoàn, và 2 giải vô địch Champions League khác. Huấn luyện viên Alex Ferguson đã nói rằng "không có gì phải tranh cãi, Brown là hậu vệ bản năng tốt nhất mà câu lạc bộ này có được trong nhiều năm." Anh gia nhập Sunderland vào tháng 7 năm 2011.
Brown xuất hiện lần đầu trong đội tuyển Anh vào năm 1999 và được chọn để chơi tại World Cup 2002. Anh cũng chơi trong vòng loại UEFA Euro 2008, nhưng đội tuyển Anh không vào được đến vòng chung kết. Anh ghi bàn thắng quốc tế đầu tiên vào năm 2008 trong trận với Cộng hòa Séc. Brown đã thông báo không tiếp tục chơi cho đội tuyển vào ngày 8 tháng 8 năm 2010, chỉ một ngày sau khi được Fabio Capello gọi lại đội tuyển Anh.

## Sự nghiệp câu lạc bộ
Brown bắt đầu sự nghiệp cầu thủ từ khi còn là một cậu bé khi anh chơi cho trường Burnage, và là một cựu học sinh của trường "Những tài năng của FA" ở Lilleshall, cũng như thời gian thi đấu cho đội trẻ của MU, nơi mà anh đã gia nhập năm 12 tuổi. Brown đã thể hiện được tài năng từ khi còn nhỏ, ký hợp đồng cùng đội thiếu niên của MU vào 4/11/1996 khi 17 tuổi.
Brown đi đến những thành công cùng đội trẻ, giành cúp FA dành cho đội trẻ và một danh hiệu cùng đội dự bị.Anh cũng có một danh hiệu cầu thủ trẻ của năm.
Vào 4/5/1998, Brown có trận đấu đầu tiên ở giải Ngoại Hạng khi tiếp Leeds United, khi vào thay người.Bước đột phá của anh là vào mùa giải sau đó, mùa 98/99, khi anh có được vị trí chính thức bên hành lang cánh phải cũng như vài lần thi đấu trung vệ.
Brown dính chấn thương đầu tiên ở mùa 99/00 khi tập.Với kết quả này, anh không thể cạnh tranh cho một vị trí chính thức, khi mà Manchester United có đựợc danh hiệu vô địch Premier League lần thứ 6 trong 8 mùa giải.
Việc anh khỏe lại mùa giải sau đó đã thúc đầy sự tán dương từ mọi phía, cùng với việc huấn luyện viên Alex Ferguson đánh giá anh là hậu vệ tài năng số 1 của đội.

## Sự nghiệp quốc tế
Brown lần đầu được gọi vào đội tuyển quốc gia là vào năm 1999 trong trận Anh gặp Hungary.
Năm 2002 anh có tên trong danh sách 23 cầu thủ Anh tham gia World Cup 2002.
Wes Brown đã thi đấu tốt trong mùa giải 2005-2006 và được gọi vào đội tuyển Anh cho trận đấu giao hữu với Uruguay. Mặc dù anh đã thi đấu nỗ lực để giành 1 suất cho việc tham dự World Cup 2006, nhưng anh đã không được chọn.
Sau đó anh được huấn luyện viên Steve McClaren gọi lại 1 lần nữa vào tuyển, và chơi trong thất vọng trong trận đấu với Andorra tại vòng loại EURO 2008 ngày 02 tháng 9,.
Brown đã ghi bàn thắng đầu tiên của anh trong một trận giao hữu với Cộng hòa Séc vào ngày 20 tháng 8 tại Wembley.

## Thống kê sự nghiệp

### Câu lạc bộ
Tính đến 23 tháng 2 năm 2018
| Câu lạc bộ        | Mùa giải       | Giải đấu | Giải đấu | FA Cup | FA Cup | League Cup | League Cup | Châu Âu | Châu Âu | Khác | Khác | Tổng cộng | Tổng cộng |
| Câu lạc bộ        | Mùa giải       | Trận     | Bàn      | Trận   | Bàn    | Trận       | Bàn        | Trận    | Bàn     | Trận | Bàn  | Trận      | Bàn       |
| ----------------- | -------------- | -------- | -------- | ------ | ------ | ---------- | ---------- | ------- | ------- | ---- | ---- | --------- | --------- |
| Manchester United | 1997-98        | 2        | 0        | 0      | 0      | 0          | 0          | 0       | 0       | 0    | 0    | 2         | 0         |
| Manchester United | 1998-99        | 14       | 0        | 2      | 0      | 1          | 0          | 4       | 0       | 0    | 0    | 21        | 0         |
| Manchester United | 1999-2000      | 0        | 0        | -      | -      | 0          | 0          | 0       | 0       | 0    | 0    | 0         | 0         |
| Manchester United | 2000-01        | 28       | 0        | 1      | 0      | 1          | 0          | 11      | 0       | 0    | 0    | 41        | 0         |
| Manchester United | 2001-02        | 17       | 0        | 0      | 0      | 0          | 0          | 7       | 0       | 0    | 0    | 24        | 0         |
| Manchester United | 2002-03        | 22       | 0        | 2      | 0      | 5          | 0          | 6       | 1       | 0    | 0    | 35        | 1         |
| Manchester United | 2003-04        | 17       | 0        | 6      | 0      | 0          | 0          | 2       | 0       | 0    | 0    | 25        | 0         |
| Manchester United | 2004-05        | 21       | 1        | 6      | 0      | 3          | 0          | 7       | 0       | 0    | 0    | 37        | 1         |
| Manchester United | 2005-06        | 19       | 0        | 4      | 0      | 5          | 0          | 3       | 0       | 0    | 0    | 31        | 0         |
| Manchester United | 2006-07        | 22       | 0        | 6      | 0      | 2          | 0          | 7       | 0       | 0    | 0    | 37        | 0         |
| Manchester United | 2007-08        | 36       | 1        | 4      | 0      | 1          | 0          | 10      | 0       | 1    | 0    | 52        | 1         |
| Manchester United | 2008-09        | 8        | 1        | 0      | 0      | 1          | 0          | 2       | 0       | 2    | 0    | 13        | 1         |
| Manchester United | 2009-10        | 18       | 0        | 1      | 0      | 5          | 0          | 4       | 0       | 0    | 0    | 28        | 0         |
| Manchester United | 2010-11        | 7        | 0        | 3      | 1      | 3          | 0          | 2       | 0       | 0    | 0    | 15        | 1         |
| Manchester United | Tổng cộng      | 232      | 3        | 35     | 1      | 27         | 0          | 65      | 1       | 3    | 0    | 362       | 5         |
| Sunderland        | 2011-12        | 20       | 1        | 1      | 0      | 1          | 0          | -       | -       | -    | -    | 22        | 1         |
| Sunderland        | 2012-13        | 0        | 0        | 0      | 0      | 0          | 0          | -       | -       | -    | -    | 0         | 0         |
| Sunderland        | 2013-14        | 25       | 0        | 1      | 0      | 5          | 0          | -       | -       | -    | -    | 31        | 0         |
| Sunderland        | 2014-15        | 25       | 0        | 2      | 0      | 1          | 0          | -       | -       | -    | -    | 28        | 0         |
| Sunderland        | 2015-16        | 6        | 0        | 0      | 0      | 0          | 0          | -       | -       | -    | -    | 6         | 0         |
| Sunderland        | Tổng           | 76       | 1        | 4      | 0      | 7          | 0          | 0       | 0       | 0    | 0    | 87        | 1         |
| Blackburn Rovers  | 2016-17        | 5        | 1        | 1      | 0      | 0          | 0          | -       | -       | -    | -    | 6         | 1         |
| Kerala Blasters   | 2017-18        | 14       | 1        | —      | —      | —          | —          | —       | —       | 1    | 0    | 15        | 1         |
| Tổng sự nghiệp    | Tổng sự nghiệp | 327      | 6        | 40     | 1      | 34         | 0          | 65      | 1       | 4    | 0    | 470       | 8         |

### Đội tuyển quốc gia
| Đội tuyển quốc gia | Năm       | Trận | Bàn |
| ------------------ | --------- | ---- | --- |
| Anh                |           |      |     |
| 1999               | 1         | 0    |     |
| 2000               | 1         | 0    |     |
| 2001               | 2         | 0    |     |
| 2002               | 2         | 0    |     |
| 2003               | 1         | 0    |     |
| 2004               | 0         | 0    |     |
| 2005               | 2         | 0    |     |
| 2006               | 1         | 0    |     |
| 2007               | 4         | 0    |     |
| 2008               | 7         | 1    |     |
| 2009               | 1         | 0    |     |
| 2010               | 1         | 0    |     |
| Tổng cộng          | Tổng cộng | 23   | 1   |

### Bàn thắng cho đội tuyển quốc gia
| #  | Ngày                | Địa điểm                          | Đối thủ      | Bàn thắng | Kết quả | Giải đấu |
| -- | ------------------- | --------------------------------- | ------------ | --------- | ------- | -------- |
| 1. | 20 tháng 8 năm 2008 | Sân vận động Wembley, London, Anh | Cộng hòa Séc | 1–1       | 2–2     | Giao hữu |

## Danh hiệu

#### Manchester United
- Premier League (5): 1998–99, 2000–01, 2002–03, 2006–07, 2007–08
- FA Cup (2): 1998–99, 2003–04
- EFL Cup (2): 2005–06, 2009–10
- FA Community Shield (3): 2003, 2007, 2008
- UEFA Champions League (2): 1998–99, 2007–08
- Intercontinental Cup (1): 1999
- FIFA Club World Cup (1): 2008